# San José de Gracia
San José de Gracia – miasto w środkowym Meksyku, w północnej części stanu Aguascalientes, siedziba władz gminy San José de Gracia. Miejscowość jest położona na płaskowyżu, w górach Sierra Madre Wschodnia na wysokości 2 047 m n.p.m.. San José de Gracia leży około 45 km na północny zachód od stolicy stanu Aguascalientes. W 2010 roku ludność miasta liczyła 4 927 mieszkańców.

## Historia
Miasto powstało ze wsi założonej w 1673 roku poprzez zakup ziem od zamieszkujących te tereny Indian Chichimeków. Teren ten wszedł w skład Nowej Galicji założonej przez Nuño Beltrán de Guzmána. W 1928 roku przy okazji budowy tamy zniesiono tytuły prywatnych własności a 1935 roku miejscowość dekretem gubernatora stanu Aguascalientes, ustanowiono siedzibą gminy.

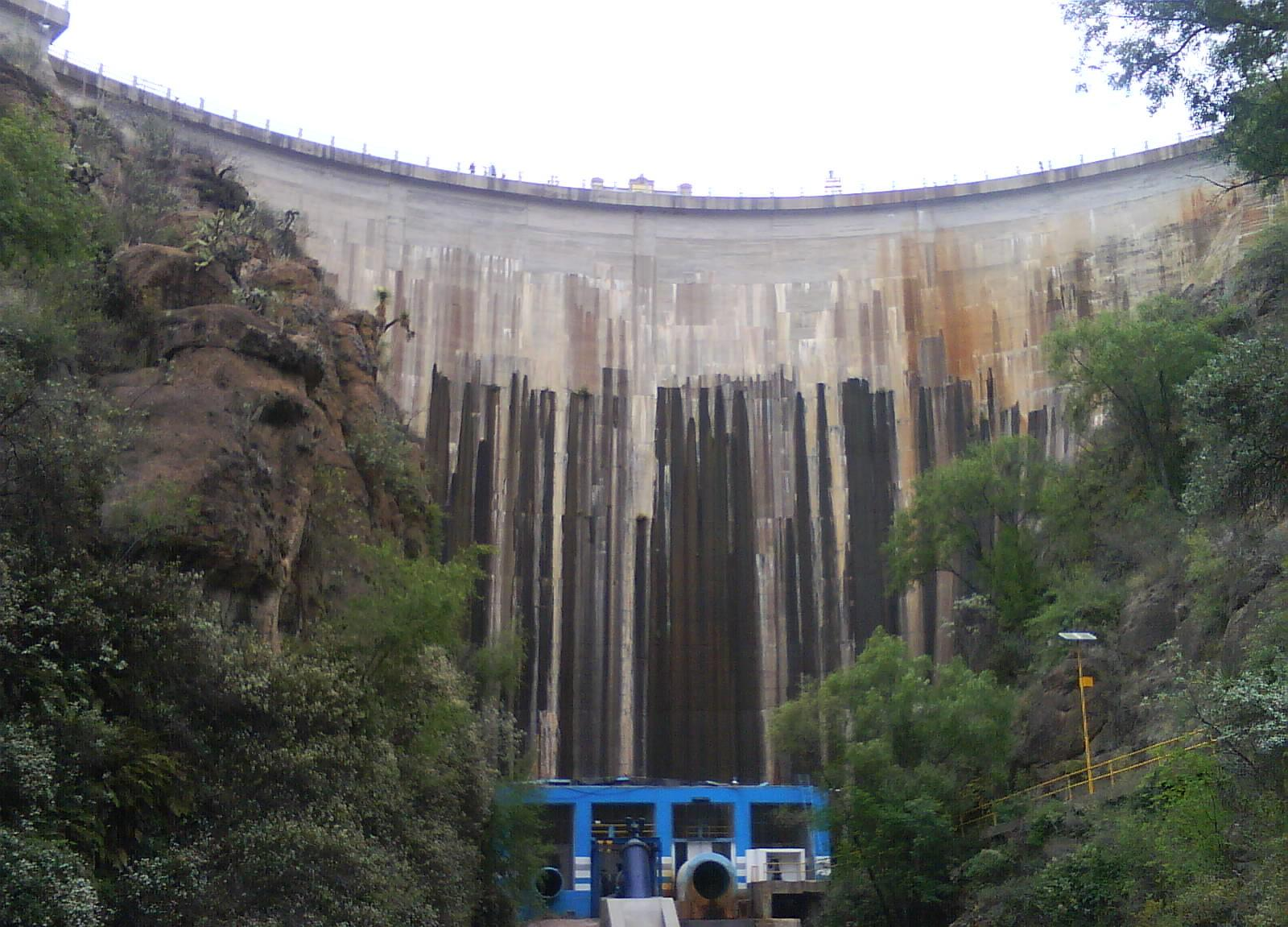
Widok na tamę Plutarco Elias Calles

W mieście warto zwiedzić zabytkowy budynek siedziby gminy San José de Gracia, kilka zabytkowych kościołów. Naprzeciwko miasta po drugiej stronie zalewy znajduje się Sanktuarium Czerwonego Chrystusa, będące miejscem pielgrzymek z całego kraju. W mieście są dwa pomniki Plutarco Elías Calles oraz Miguela Hidalgo y Costilla.
Na granicy miasta znajduje się potężna tama łukowa, wybudowania w 1928 roku, na rzekach Río Blanco i Río Prieto tworząca rezerwuar wodny dla dużej części stanu.